# Crispin Wright
Crispin James Garth Wright, född 21 december 1942 i Surrey, England, är en brittisk filosof. Han är professor vid New York University samt vid University of Stirling, och är främst verksam inom språkfilosofi, matematikfilosofi, metafysik och epistemologi. Han har beskrivits som en av de viktigare och mer inflytelserika samtida filosoferna.
Han har skrivit flera inflytelserika böcker och texter om Frege och Wittgenstein. Han är en företrädare för nylogicismen tillsammans med Bob Hale och har skrivit en inflytelserik text i metafysik, Truth and Objectivity.